# Berger József (játékvezető)
Berger József (Kecel, 1978. április 24. –) magyar nemzeti labdarúgó-játékvezető. Emellett a II. János Pál Katolikus Általános Iskola és Óvoda igazgatója.

## Pályafutása

### Nemzeti játékvezetés
A játékvezető vizsgát 1996-ban Bács-Kiskun megyében tette le, 2002-ben NB II-es országos kerettag, majd 2006-tól az NB I játékvezetői közé sorolták. NB I-es mérkőzéseinek száma: 70 (2013).
| Időpont              | Helyszín           | Mérkőzés típusa           | Mérkőzés                         | Eredmény | Asszisztensek                |
| -------------------- | ------------------ | ------------------------- | -------------------------------- | -------- | ---------------------------- |
| 2006. szeptember 30. | PMFC Stadion, Pécs | Első NB I-es mérkőzése    | Pécsi Mecsek FC–Rákospalotai EAC | 2 – 2    | Tompos Zoltán/Forgács Attila |
| 2013. május 27.      | PMFC Stadion, Pécs | Utolsó NB. I-es mérkőzése | Pécsi Mecsek FC - Diósgyőr       | 2 - 1    | Viszokai László / Kis Zoltán |

#### Nemzeti kupamérkőzések
Vezetett Kupa-döntők száma: 1.

#### Ligakupa-döntő
| Időpont           | Helyszín                   | Mérkőzés típusa | Mérkőzés               | Eredmény | Nézők száma | Asszisztensek            |
| ----------------- | -------------------------- | --------------- | ---------------------- | -------- | ----------- | ------------------------ |
| 2010. április 28. | Széktói Stadion, Kecskemét | döntő           | Debreceni VSC–Paksi FC | 2 : 1    | 1 200       | Ortó Gyula/L. Tóth Lajos |

## Sportvezetőként
Szakmai felkészültségével az MLSZ Játékvezető Bizottság (JB) oktatási albizottság munkáját segíti, 2011-től az MLSZ Bács-Kiskun Megyei Igazgatóságánál a Játékvezetői Bizottság (JB) tagja.